# Winthemia trichopareia
Winthemia trichopareia là một loài ruồi trong họ Tachinidae.